# Derwent
Derwent er en flod i Derbyshire i England. Den er 106 kilometer lang, og er en biflod til Trent, som den løber ud i syd for Derby. Navnet er keltisk, og betyder "dal med tæt egeskov".
Floden har sit udspring ved Bleaklow øst for Glossop i Peak District. Den løber gennem Upper Derwent Valley, hvor man finder de tre vandreservoirer Howden Reservoir, Derwent Reservoir og Ladybower Reservoir. Den bidrager indirekte med vand til Carsington Reservoir gennem tunneler og akvædukter. Floden løber videre gennem Bamford, Hathersage, Grindleford og Baslow. Ved Chatsworth House løber Wye ud i Derwent. Efter løbet gennem Darley Dale når den så Matlock, før den løber videre forbi Cromford og gennem Crich Chase naturreservat. Ved Derwent Mouth, halvanden km øst for Shardlow, løber den ind i Trent.
Derwent har givet kraft til mange klædesfabrikker (bomuld og silke) i dalen. En del af disse er bevaret som verdensarvsstedet Derwent Valley Mills – den sydligste er Derby Silk Mill i Derby.

## Eksterne links
- Wikimedia Commons har flere filer relateret til Derwent

52°52′26″N 1°19′13″V / 52.8738°N 1.3203°V